# La Tumba
La Tumba es un sótano ubicado cinco pisos bajo tierra del edificio que funciona como sede principal del Servicio Bolivariano de Inteligencia Nacional (SEBIN) en Plaza Venezuela, Caracas, inicialmente diseñado como oficinas para el Metro de Caracas. Durante las protestas de 2014 y de 2017 se han mantenido a varios presos políticos en La Tumba, un espacio confinado de 2×3 metros, con cámaras de vídeo y micrófonos en cada una de sus celdas, donde los detenidos son sometidos a aislamiento prolongado sin contacto con otras personas y no tienen acceso a la luz del sol o al aire libre. Dado que el recinto es totalmente pintado de blanco y tiene una luz permanentemente encendida, los detenidos no tienen noción del paso del tiempo. Dichas condiciones se han catalogado como tortura blanca.

## Historia

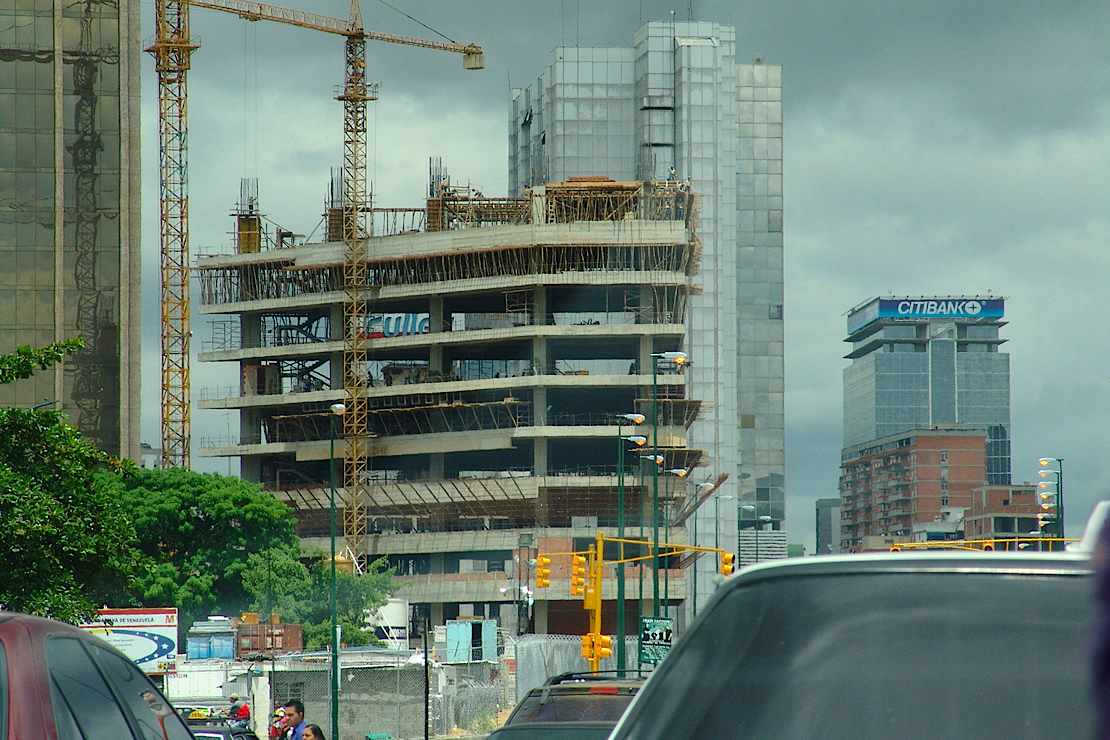
Construcción de La Tumba en Caracas.

### Sede del SEBIN
El SEBIN convirtió la torre en su sede después de la reestructuración de la agencia en 2013. La torre ha sido apodada como La Tumba por funcionarios del gobierno ya que se han mantenido a varios presos políticos en ella durante las protestas de 2014 y de 2017.

## Violación de derechos humanos
El 2 de marzo de 2015 la Comisión Interamericana de Derechos Humanos dictó medidas cautelares de protección en la resolución 6/2015 a favor de Lorent Saleh y Gerardo Carrero como respuesta a la solicitud hecha el 8 de julio de 2013 por Tamara Sujú en nombre del Foro Penal Venezolano, en la que pidió al organismo que requiera al gobierno venezolano la protección de la vida e integridad personal de Lorent Saleh y, más adelante dentro del procedimiento, también la protección de Carrero por la presunta violación de sus derechos humanos.
El documento de la CIDH reseña que Lorent Saleh y Guerrero “estarían ubicados en un sótano (cinco pisos bajo tierra), conocido como ‘La Tumba’, del edificio que funciona como sede principal del Servicio Bolivariano de Inteligencia Nacional (SEBIN)”, donde son sometidos a un “aislamiento prolongado sin contacto con otras personas, en un espacio confinado de 2×3 metros, con cámaras de vídeo y micrófonos en cada una de sus celdas, sin acceso a la luz del sol o al aire libre”, y que los dos presos han denunciado que padecen “crisis nerviosas, problemas estomacales, diarrea, vómitos, espasmos, dolores en articulaciones, dolores de cabeza, dermatitis, ataques de pánico, trastornos musculares y desorientación temporal” sin “presuntamente recibir atención médica adecuada”.
La Comisión consideró que los estudiantes "se encuentran en una situación de gravedad y urgencia, puesto que sus vidas e integridad personal estarían en riesgo", y de acuerdo con el artículo 25 de Reglamento de la CIDH el organismo le pidió al gobierno venezolano que adoptara las medidas necesarias para preservar la vida y la integridad personal de los detenidos, particularmente proporcionar la atención médica adecuada de acuerdo con las condiciones de sus patologías, y que asegurara que sus condiciones de detención se adecuaran a estándares internacionales, tomando en consideración su estado de salud actual.
El 20 de abril Lorent Saleh intentó suicidarse en su celda, hecho que fue evitado por los funcionarios del SEBIN. Su abogado denunció que para entonces no había recibido respuesta por parte del Ministerio Público sobre la solicitud de realizarle evaluaciones psiquiátricas a Saleh y a Gabriel Valles Sguerzi.